# فرودگاه مک‌آرتور ریور
فرودگاه مک‌آرتور ریور (به انگلیسی: McArthur River Airport) یک فرودگاه خصوصی است که یک باند فرود شن و ماسه و رس دارد و طول باند آن ۱۶۰۹ متر است. این فرودگاه در کشور کانادا قرار دارد و در ارتفاع ۵۲۷ متری از سطح دریا واقع شده‌است.